# Vilarinho do Monte
Vilarinho do Monte é uma povoação portuguesa do Município de Macedo de Cavaleiros que foi sede da extinta Freguesia de Vilarinho do Monte, freguesia que tinha 7,31 km² de área e 67 habitantes (2011), e, por isso, uma densidade populacional de 9,2 hab/km².
A Freguesia de Vilarinho do Monte foi extinta (agregada) pela reorganização administrativa de 2012/2013, tendo o seu território sido agregado ao da Freguesia de Ala para criar a União de Freguesias de Ala e Vilarinho do Monte.

## População
| População da freguesia de Vilarinho do Monte | População da freguesia de Vilarinho do Monte | População da freguesia de Vilarinho do Monte | População da freguesia de Vilarinho do Monte | População da freguesia de Vilarinho do Monte | População da freguesia de Vilarinho do Monte | População da freguesia de Vilarinho do Monte | População da freguesia de Vilarinho do Monte | População da freguesia de Vilarinho do Monte | População da freguesia de Vilarinho do Monte | População da freguesia de Vilarinho do Monte | População da freguesia de Vilarinho do Monte | População da freguesia de Vilarinho do Monte | População da freguesia de Vilarinho do Monte | População da freguesia de Vilarinho do Monte |
| -------------------------------------------- | -------------------------------------------- | -------------------------------------------- | -------------------------------------------- | -------------------------------------------- | -------------------------------------------- | -------------------------------------------- | -------------------------------------------- | -------------------------------------------- | -------------------------------------------- | -------------------------------------------- | -------------------------------------------- | -------------------------------------------- | -------------------------------------------- | -------------------------------------------- |
| 1878                                         | 1890                                         | 1900                                         | 1911                                         | 1920                                         | 1930                                         | 1940                                         | 1950                                         | 1960                                         | 1970                                         | 1981                                         | 1991                                         | 2001                                         | 2011                                         |                                              |
| 243                                          |                                              | 202                                          | 209                                          | 196                                          | 212                                          | 200                                          | 272                                          | 206                                          | 145                                          | 168                                          | 105                                          | 72                                           | 67                                           |                                              |

No ano de 1890 estava anexada à freguesia de Castelões (decreto de 11/12/1884)